# Observatori Radcliffe
L'Observatori Radcliffe va ser el observatori astronòmic de la Universitat d'Oxford des de 1773 fins a 1934, quan l'Administració Radcliffe el va vendre i va construir un nou observatori a Pretòria, Sud-àfrica. Aquest últim apareix a la pàgina del Minor Planet Center, com «Radcliffe Observatory, Pretòria» amb referència 079. És un dels edificis d'especial interès arquitectònic a Gran Bretanya.

## Història
L'observatori va ser fundat i porta el nom del seu el nom del patró John Radcliffe. Va ser construït pel suggeriment de l'astrònom Thomas Hornsby, qui ocupava la presidència Savilian de l'Astronomia, arran de l'observació del trànsit notable de Venus pel disc del Sol el 1769, des d'una habitació del proper Hospital John Radcliffe.
L'edifici de l'observatori es va començar amb els dissenys de Henry Keene el 1772, i va ser completat el 1794, amb dissenys de James Wyatt, sobre la base de la Torre dels Vents d'Atenes.
Fins al 1839, el President de l'Associació Saviliana d'Astronomia va ser el responsable de l'observatori. En aquesta data, el nomenament de George Henry Sacheverell Johnson, un astrònom sense experiència en l'observació, va provocar la creació del nou lloc de Observador de Radcliffe.
A causa de les condicions de visió, meteorologia, i al desenvolupament urbà d'Oxford, l'observatori es va traslladar a Sud-àfrica el 1939. Amb el temps, l'emplaçament de Pretòria també es va fer insostenible i la instal·lació es va combinar amb unes altres en l'Observatori Astronòmic de Sud-àfrica (SAAO) al començament de la dècada de 1970.
L'edifici s'utilitza actualment pel Green Templeton College de Woodstock Road i forma una peça central de la universitat. Els instruments originals es troben al Museu d'Història de la Ciència al centre de Oxford, excepte el telescopi Twin Refractor Radcliffe de 18 polzades, que va ser transferit a l'Observatori de la Universitat de Londres.

## Galeria
|  |  |